# Gottfried Keller
Gottfried Keller, född 19 juli 1819 i Zürich, död 15 juli 1890 i Zürich, var en schweizisk författare och företrädare för den borgerliga realismen.

## Biografi
Gottfried Keller var son till en svarvarmästare i Zürich, fadern dog redan när han var en liten gosse. För en obetydlig förseelse tvingades han lämna skolan och sattes i hantverkslära i stället, men började i 20-årsåldern att intressera sig för målarkonsten. 1840-42 studerade han vid konstakademin i München. Efter att ha misslyckats som konstnär återvände han till hemmet, där hans Gedichte (1845) uppmärksammades av inflytelserika mecenater. Uppmuntrad av ett studiestipendium for han till Heidelberg, där han tog viktiga intryck av Hermann Hettner och Ludwig Feuerbach. En vistelse i Berlin 1850-55 bidrog till att ytterligare utveckla honom. En ny samling verser, Neuere Gedichte (1851) följdes av den stort anlagda självbiografiska bildningsromanen Der grüne Heinrich (1854-55). I sin omarbetade form utgiven 1878-80 (i svensk översättning Gröne Henrik 1917-18) har den ansetts höra till den yttersta tyska episka prosan, och bland annat jämställts med Goethes Wilhelm Meister. Egentlig uppmärksamhet väckte dock Keller först med hembygdsnovellerna Die Leute von Seldwyla (1856). Som ett erkännande av Kellers litterära förtjänster kallade Zürich honom 1861 till förste stadsskrivare, en syssla han skötte till 1876. Under sin krävande tjänst hann han med omarbetningen av sin ungdomsroman och de djupsinniga Sieben Legenden (1872, i svensk översättning Sju legender 1898) samt en utökad upplaga av Die Leute von Seldwyla (1874, i svensk översättning Seldwylabor 1913). Schweizisk samtid och historia inspirerade Züricher Novellen (1876). Om fullt bevarad vitalitet vittnar ramberättelserna Das Sinngedicht (1882, i svensk översättning Epigrammet 1919), medan den långspunna didaktiska romanen Martin Salander (1886, svensk översättning 1927) förråder vissa åderdomssymtom. Sin lyrik samlade Keller i Gesammelte Gedichte (1883, ett urval i svensk översättning i Bonniers Världslitteraturen). Postumt utkom Frühlyrik (1909) och Frühe Gedichte (1927). Keller vann genom originell stil, fin psykologi och humor i förening med filosofiskt allvar anseende som den efter klassisk litteratur frodigaste konstnärspersonlighet. Hans Gesammelte Werke utkom i 10 band 1889, hans Nachgelassene Schriften und Dichtungen 1893.

## Eftermäle
Asteroiden 11588 Gottfriedkeller är uppkallad efter honom.

## I svensk översättning
- Valda noveller (översättning Bernhard Risberg) (Z. Hæggström, 1883)
- Sju legender (Sieben Legenden) (översättning Louise Arosenius) (Hierta, 1898)
- Seldwylabor (i urval och öfversättning af Teresia Eurén) (Ljus, 1901)
- Romeo och Julia i byn (Romeo und Julia auf dem Dorfe) (anonym översättning) (Fröléen, 1910)
- Folket i Seldwyla (översättning Nils Selander) (Bonnier, 1913)
- Gröne Henrik (Der grüne Heinrich) (översättning Teresia Eurén) (Norstedt, 1917-1918)
- Romeo och Julia från byn (Romeo und Julia auf dem Dorfe) (översättning av Wilhelm Peterson-Berger) (Svenska andelsförlaget, 1919)
- Epigrammet (anonym översättning) (1919)
- Dikter (översättning Teresia Eurén) (Norstedt, 1919)
- Martin Salander (Salander) (översättning Teresia Eurén) (Åhlén & Åkerlund, 1927)
- Lyriska dikter (1928) [ingår i Världslitteraturen: de stora mästerverken, bd 43]
- De tre rättfärdiga kammakarna & De sju ståndaktiga (Die drei gerechten Kammacher och  Das Fähnlein der sieben Aufrechten) (översättning Irma Nordvang) (Tiden, 1954)
- Kläderna gör mannen (Kleider machen Leute) (översättning Carl Olof Nyman) (Sällskapet Bokvännerna, 1955)
- Romeo och Julia i byn & Fru Regel Amrain och hennes yngste son (Romeo und Julia auf dem Dorfe och Frau Regel Amrain und ihr Jüngster) (översättning Brita Edfelt) (Natur och kultur, 1958)
- Danslegenden (Das Tanzlegendchen) (översättning Gunnar Sanders) (Göteborg: Slöjdföreningens skola, 1962)